# Тхабазимби
Тхабазимби (Thabazimbi, букв. «Железная гора») — административный центр местного муниципалитета Тхабазимби в районе Ватерберг провинции Лимпопо (ЮАР).

## История
В 1919 году в этих местах были открыты большие залежи железа и началась их разработка. В 1930-х годах сюда была проложена железнодорожная ветка из Рюстенбурга. В 1953 году населённый пункт получил статус города.